# 在日ドイツ人
在日ドイツ人（ざいにちドイツじん、ドイツ語: Deutsche in Japan）は、日本に一定期間在住するドイツ国籍の人である。または、日本に帰化した元ドイツ人およびその子孫のことをドイツ系日本人と言うことがある。

## 概要
日本の法務省の在留外国人統計によると、2023年12月末時点で在日ドイツ人は8,352人である。日本のドイツ人の多くは、期間滞在の企業の駐在員や研究者・学者などであるが、一部には帰化や永住する人も少なからずいる。横浜にはドイツ人学校が設置されている。

### 統計
＜出典：＞
在留資格別（5位まで）
| 順位 | 在留資格                 | 人数  |
| ---- | ------------------------ | ----- |
| 1    | 永住者                   | 1,973 |
| 2    | 留学                     | 1,823 |
| 3    | 技術・人文知識・国際業務 | 1,070 |
| 4    | 日本人の配偶者           | 973   |
| 5    | 特定活動                 | 614   |

都道府県別（5位まで）
| 順位 | 都道府県 | 人数  |
| ---- | -------- | ----- |
| 1    | 東京     | 3,247 |
| 2    | 神奈川   | 1,294 |
| 3    | 大阪     | 431   |
| 4    | 京都     | 391   |
| 5    | 兵庫     | 312   |

## 著名な在日ドイツ人・ドイツ系日本人、およびその子孫
- 木村昴･･･声優
- ゲルト・エンゲルス･･･サッカー指導者・解説者
- 酒井宣福･･･サッカー選手
- 酒井高徳･･･サッカー選手
- Sascha･･･DJ
- 杉本彩･･･タレント、女優、ダンサー
- 長岡ナターシャ･･･ドイツ語会話講師
- LIZA･･･女性ファッションモデル、タレント
- 江川宇礼雄･･･俳優
- 鰐淵晴子･･･女優（オーストリア人）
- 小平桂子アネット…ニュースキャスター、スポーツジャーナリスト